# Камарзька порода
Камарзька порода (фр. Camargue, також Taureau Camargue, прованс. Raço di Biou) — порода великої рогатої худоби. Виникла на півдні Франції, у Камаргу (звідси назва). Бики породи використовуються для традиційних камарзьких гонитв. Племінну книгу відкрито у 1999 році.

## Історія
У 2010 році налічувалося 6820 корів камарзької породи, що утримувалися у господарствах близько 200 фермерів. 5200 корів було занесено до племінної книги.

## Опис

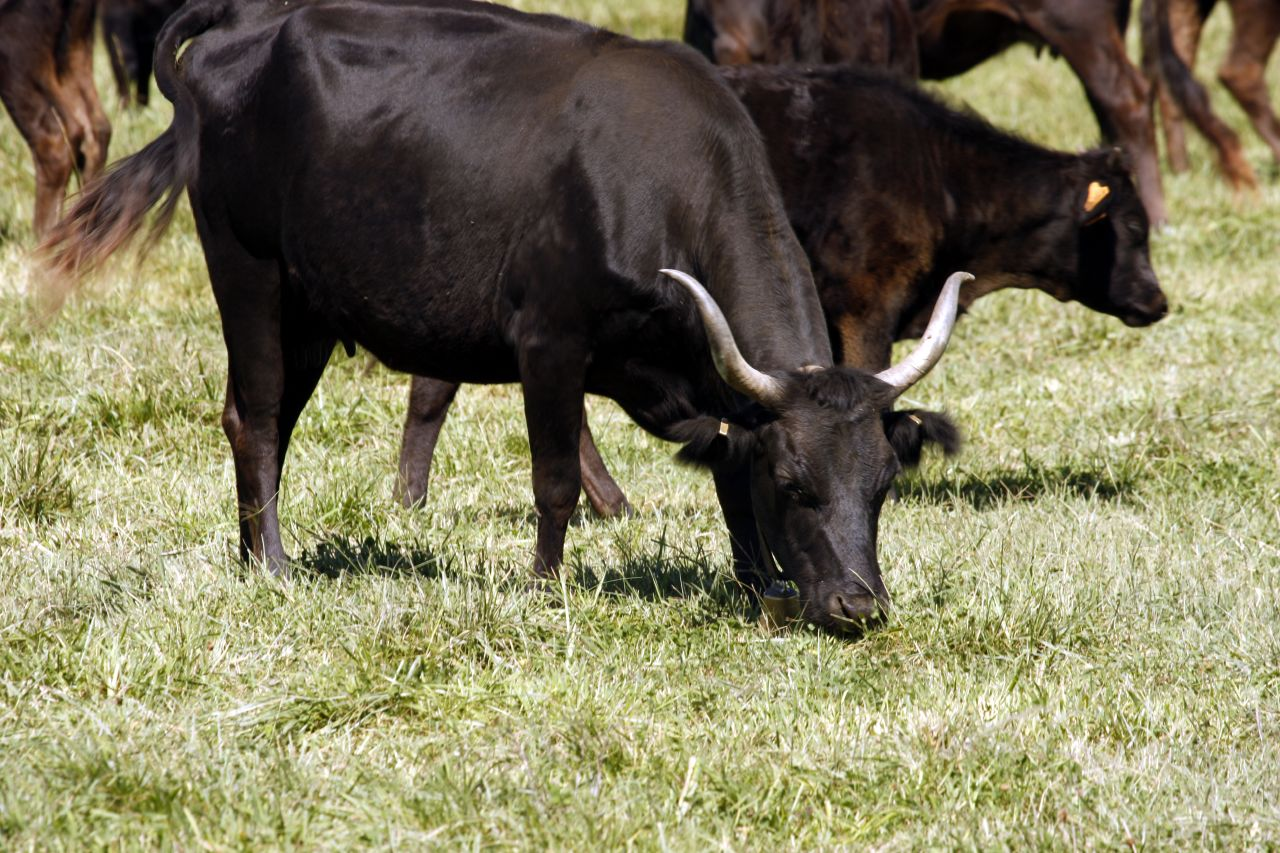
Корова камарзької породи.

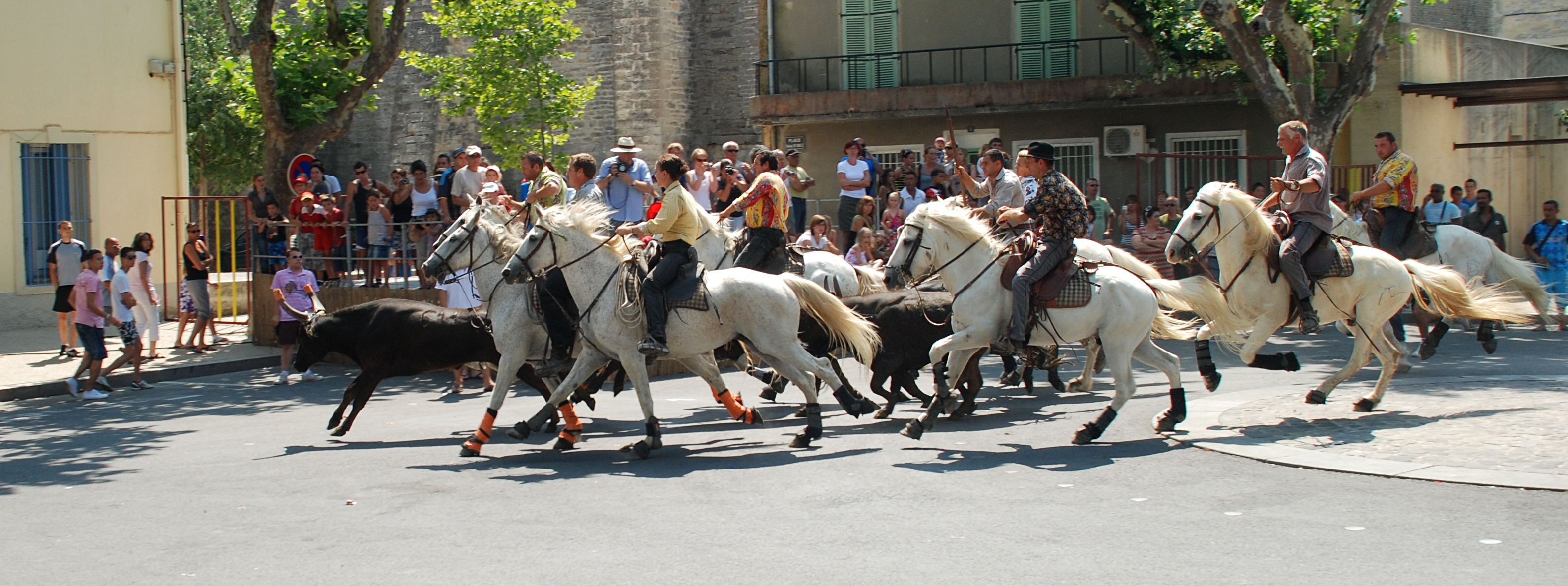
Камарзька гонитва. Біг биків до арени.

Масть тварин чорна, рідше темнобрунатна. Середній зріст бугаїв становить 125—130 см, корів — 115—120 см, жива маса бугаїв 300—450 кг, корів — 200—270 кг.
В породі ніколи не провадилася селекція у напрямку розвитку якостей будови тулубу чи м'ясних якостей.
Від 30 до 60 биків обирається щороку для влаштування традиційних камарзьких гонитв, крім того близько 2000 голів худоби на рік йде на забій (дані 2016 року).

## Поширення
Порода поширена в південних регіонах Франції та обмежено — в кількох центральних департаментах країни.

## Виноски
1. 1 2 3 4 5  Camargue. // Valerie Porter, Lawrence Alderson, Stephen J.G. Hall, D. Phillip Sponenberg (2016). Mason's World Encyclopedia of Livestock Breeds and Breeding [Архівовано 21 грудня 2016 у Wayback Machine.] (sixth edition). Wallingford: CABI. — P. 147. ISBN 9781780647944. (англ.)